# 东方财富
东方财富信息股份有限公司（深交所：300059，英文：East Money Information Co.,ltd.），简称东方财富，是中国大陆深圳证券交易所的一家上市公司。
东方财富前身为上海东财信息技术有限公司，成立于2005年1月20日。2007年12月20日改为股份有限公司，更名为上海东财信息技术股份有限公司。2008年1月7日更为今名。2010年3月19日，在深圳证券交易所创业板挂牌上市。
该公司建立的东方财富网是中国大陆较为知名的财经网站。该公司研发的东方财富通，亦为较为知名的证券决策系统（炒股软件）。旗下還擁有基金銷售網站天天基金網。

## 事件
2023年3月21日，东方财富交易软件出现两次故障，无法正常使用，具体原因仍未查明。3月24日，中国证监会在对东方财富证券申请上市证券做市交易业务资格反馈意见中，提及交易软件故障事件，要求东方财富证券对此次信息安全事件的发生原因、影响以及整改情况作说明。

## 相关软件
- 新浪财经
- 腾讯自选股
- 大智慧
- 同花顺 (软件)
- Wind资讯（万得资讯）
- 钱龙